# Nogent-sur-Marne
Nogent-sur-Marne je francouzské město v departmentu Val-de-Marne v regionu Île-de-France.

## Poloha
Nogent-sur-Marne leží na pravém břehu řeky Marny. Ze severu hraničí s městem Fontenay-sous-Bois, na východě sousedí s městem Perreux-sur-Marne, na jihu s městy Joinville-le-Pont a Champigny-sur-Marne a na západě s Paříží, kde hranici tvoří Vincenneský lesík.

## Historie
Díky své poloze na břehu řeky zde bylo osídlení již v době římské Galie a později se zde nacházel palác merovejského krále Chilpericha I. V roce 581 Řehoř z Tours cituje Novigentum jako oblíbené sídlo krále. V roce 692 zde žil Chlodvík I. a roku 695 Childebert III.
Na území dnešního města vznikla ve vrcholném středověku dvě panství. Ve 13. století zde vznikl hrad, kde pobýval král Karel V. a Johana Bourbonská v roce 1375. Jediným jeho pozůstatkem je dnes pavilon pečovatelské služby na ulici Rue de Plaisance č. 30 a základy zdi v zahradě.
Ve 14. století byl postaven hrad Beauté-sur-Marne jako královská rezidence. V 15. století jej Karel VII. nabídl své favoritce Agnès Sorel. V roce 1626 jej získal kardinál Richelieu.
Do 17. století zde žilo jen venkovské obyvatelstvo, které se živilo zemědělstvím, ale později se oblast stala oblíbeným místem bohatších vrstev obyvatel Paříže, kteří se sem začali stěhovat. Žil zde např. malíř Jean-Antoine Watteau (1684–1721).
V 50. letech 19. století byly přes město postaveny dvě železniční tratě (z Paříže do Mylhúz a z nádraží Bastille do Verneuil-l'Étang), což umožnilo rozvoj města. V roce 1887 zahájila provoz tramvajová linka Vincennes–Ville-Évrard (Neuilly-sur-Marne), nejprve na stlačený vzduch, později elektrická, která byla v roce 1937 nahrazena autobusovou dopravou.

## Doprava
Ve městě jsou dvě nádraží, které umožňují spojení s Paříží linkami RER A a RER E. další spojení zajišťují linky autobusové dopravy.

## Partnerská města
- Bolesławiec (Polsko)
- Jezzine (Libanon)
- Metula (Izrael)
- Nazaré (Portugalsko)
- Siegburg (Německo)
- Val de Nure (Itálie)
- Yverdon-les-Bains (Švýcarsko)